# IC 2540
IC 2540 — галактика типу E-S0 (еліптична спіральна галактика) у сузір'ї Малий Лев.
Цей об'єкт міститься в оригінальній редакції індексного каталогу.